# Зеленин, Владимир Владимирович
Владимир Владимирович Зеленин (16 марта 1920 г., Москва — 18 мая 1998 г., Москва) — советский российский историк, доктор исторических наук, заведующий сектором истории Центральной и Юго—Восточной Европы в период общего кризиса капитализма Института славяноведения РАН, исследователь истории народов бывшей Югославии и их связей с Россией в XVII—XX вв.

## Биография
Владимир Владимирович Зеленин родился в Москве. С 1939 г. учился на истфаке МГУ. Участвовал в Великой Отечественной войне. Был направлен в Военный институт иностранных языков, где обучался и преподавал до 1943 г. В 1944 — 1946 гг. служил адъютантом—переводчиком Военной миссии СССР в Югославии. В 1949 г. окончил исторический факультет МГУ, затем работал редактором в Славянском комитете СССР, Всесоюзном радиокомитете. В 1952 г. вступил в КПСС. В 1954 г. окончил аспирантуру при кафедре истории южных и западных славян истфака МГУ. Был младшим научным сотрудником Института истории АН СССР.
В 1959 защитил в Институте славяноведения АН СССР кандидатскую диссертацию «Социально—экономические отношения в Сербии в период Первого сербского восстания (1804—1813)».
В 1963—1991 гг. работал в Институте славяноведения в качестве младшего научного сотрудника в 1963—1965 гг., затем старшего научного сотрудника в 1966—1981 гг., заведующим сектором истории Центральной и Юго—Восточной Европы в период общего кризиса капитализма в 1981—1986 гг., ведущим научным сотрудником—консультантом в 1986—1991 гг.
В 1979 г. защитил докторскую диссертацию «Югославянские интернационалисты в Советской России, 1917—1921 гг.».
В 1968—1987 гг. входил в редколлегию журнала «Советское славяноведение» в качестве члена редколлегии, ответственного секретаря и заместителя главного редактора.

## Научная деятельность
Основная сфера научных интересов — история южных славян и их связей с Россией в XVII —XX вв.
В.В. Зелениным были написаны разделы о Первом и Втором сербском восстаниях для «Истории Югославии» (1963, Т. 1). Участвовал в публикации документов по истории Первого сербского восстания 1804—1813 гг.
Подготовил к печати трактат хорватского мыслителя и писателя XVII в., сторонника всеславянского единства Юрия Крижанича «Политика» (1965).
Занимался исследованием проблем новейшей истории южных славян и их связей с СССР, прежде всего, проблемой участия в гражданской войне в России на стороне большевиков граждан зарубежных стран — «интернационалистов», описывал создание югославских коммунистических организаций в России, прослеживал судьбы героев этих событий. На примере югославских «интернационалистов» в Советской России показал, какое значительное влияние оказали Октябрьская революция 1917 г. и образование СССР на историю зарубежных славянских народов.
Участвовал в составлении и редактуре сборника документов и материалов «Участие югославских трудящихся в Октябрьской революции и гражданской войне в СССР» (1976).
В ряде статей 1970—х годов Зеленин исследовал различные аспекты борьбы народов Югославии против гитлеровской оккупации в годы Второй мировой войны, боевого содружества в этот период народов СССР и Югославии.
С его предисловиями и комментариями вышли на русском языке романы нескольких писателей Югославии. В.В. Зеленин является переводчиком пьесы Бранислава Нушича «Подозрительная личность» (1965).

## Основные работы
- Jugosloveni pod zastavom Oktobra. Beograd, 1967.
- Под красным знаменем Октября: Югославянские интернационалисты в Сов. России, 1917—1921. М.: Мысль, 1977. 253 с.
- Советско—югославские отношения: Сб. документов и материалов / [Ин-т славяноведения и балканистики РАН и др.]; Редкол.: В. В. Зеленин (отв. ред.) и др. (сов. часть), С. Цветкович (отв. ред.) и др. (югосл. часть); [Коммент. сост. В. В. Зеленин и др.]. М.: Наука, 1992. 410,[3] с.
- Развитие ремесла и промышленности в Сербии в период Первого сербского восстания (1804—1813 гг.) // КСИС. 1958. Вып. 23.
- Советско—югославское боевое содружество в годы Второй мировой войны // ВИ. 1965. № 9.
- Участие советских людей в народно—освободительной войне в Югославии // ССл. 1965. № 6.
- Интернационалисты: Трудящиеся зарубежных стран — участники борьбы за власть Советов. М., 1967 (соавтор).
- К биографии Дундича // ССл. 1968. № 4.
- Вклад народов Югославии в разгром фашизма // ННИ. 1970. № 6 (соавтор).
- Вожак скоевцев Иво Лола Рибар // Герои Сопротивления: Сборник очерков. М., 1970 (3—е изд., исправленное и дополненное: 1990).
- Важная историческая веха (К 30-й годовщине Второй сессии Антифашистского веча народного освобождения Югославии) // ССл. 1973. № 6.
- Операция «Ход конем» // ССл. 1974. № 3.
- Внутренние и внешние предпосылки революций в годы Второй мировой войны // БИссл. 1982. Вып. 7[3].